# Marc-Joseph Saugey
Pour les articles homonymes, voir Saugey (homonymie).
Marc-Joseph Saugey, né à Collonge-Bellerive en 1908 - mort à Genève en janvier 1971, est un architecte suisse.
Figure marquante de l'architecture et de l'urbanisme de Genève, il y réalise entre 1934 et 1938 la première tour d'habitation. Il réalise plusieurs salles de cinéma classées monuments historiques comme Le Paris / Manhattan (qui devient l'Auditorium Arditi-Wilsdorf) et Le Plaza.

## Biographie
Marc-Joseph Saugey naît le 24 avril 1908 à Vésenaz, sur commune de Collonge-Bellerive. Il est le fils de Jean Louis, petit entrepreneur, et de Cécile Joséphine Lazzarini.
En 1926, Marc-Joseph Saugey, étudiant au Technicum de Genève, obtient son diplôme d'architecte. En 1931, il devient membre du GANG (Groupe pour l'architecture nouvelle à Genève) et ouvre en 1941 son propre bureau d'architecture. Avec Alberto Sartoris et Anthony Krafft, il fonde en 1956 la revue Architecture, formes + fonctions. De 1961 à 1970, il enseigne à l'École d'architecture de l'Université de Genève.   
L'un de ses premiers grands projets est l'Hôtel du Rhône, situé sur le Quai Turretini, de 1947 à 1950, devenu aujourd'hui le Mandarin Oriental. Par la suite, entre 1951 et 1957, il réalise à Genève plusieurs projets d'envergure, notamment quatre immeubles commerciaux, dont le Mont-Blanc Centre abritant le Plaza, ainsi que trois autres complexes : Terreaux-Cornavin, Cité Confédération et Gare-Centre. Ces réalisations se distinguent par leur multifonctionnalité moderne et dynamique.   
Passionné de cinéma, Marc-Joseph Saugey signe également la réalisation du cinéma Le Paris. Suit la Tour de Rive, une vigie élevée aux portes de la Vieille-Ville, dont il occupera les derniers étages à la fois pour son logement et son bureau.   
Il participe ensuite à l'Exposition nationale de 1964 à Lausanne. Parallèlement, il se consacre de plus en plus à son rôle d'enseignant en urbanisme à l’École d'architecture de l’Université de Genève et à ses activités au sein de la Commission d'urbanisme. Il mène également quelques grands projets en Espagne.
Marc-Joseph Saugey décède à Genève le 7 janvier 1971.

## Style architectural
Les bâtiments conçus par Saugey se caractérisent par une flexibilité et une organisation organique, permettant d'y intégrer diverses fonctions, telles que des bureaux, des commerces de quartier, des cinémas, des restaurants, des bars, ainsi que des logements.
Il laisse également une empreinte notable dans la conception des espaces privés. Son chef-d'œuvre de Miremont-le-Crêt incarne le manifeste de ce qu'il appelait l'« espace habitable », un espace privé complémentaire à l'espace urbain.
Influencés par l'architecture américaine, ses ensembles se distinguent souvent par leurs façades-rideaux. Les passages, vitrines et rampes, éléments emblématiques de son œuvre, ont également contribué à façonner durablement le paysage urbain genevois.   

## Ensemble Mont-Blanc Centre et Cinéma le Plaza
Entre 1951 et 1953, Marc-Joseph Saugey réalise à Genève l’ensemble du Mont-Blanc Centre et le cinéma Plaza. Avec une capacité d'environ 1250 spectateur, c'est alors la plus grande salle de Genève. C’est également le premier cinéma à avoir été conçu pour projeter des films panoramiques. La particularité du bâtiment tient également à sa structure en aluminium, pionnière en Suisse et réalisée avec la complicité de l’ingénieur Pierre Froidevaux,.    
Le cinéma ferme en 2004 et le bâtiment est voué à la démolition en 2018. Après une forte mobilisation, il est finalement sauvé, après le rachat par la Fondation Wilsdorf. Il est aujourd'hui classé, reconnu objet d’exception du patrimoine bâti genevois, l’un des rares datant du XXème siècle bénéficiant des mesures de protection les plus élevées à Genève.   
L'ensemble, rénové par le bureau d’architectes FdMP, doit rouvrir intégralement en 2026. Une salle est baptisée du nom de Marc-Joseph Saugey.    

## Principales réalisations
À Genève
- 1934-1938 Tour de Rive, logements
- 1947-1950 Hôtel du Rhône
- 1948-1951 Malagnou-Parc, logements
- 1951-1955 Terreaux-du-Temple, immeuble multifonctionnel
- 1951-1954 Mont-Blanc Centre et cinéma Plaza[14], immeuble multifonctionnel
- 1953-1957 Miremont-le-Crêt, logements
- 1954-1957 Gare Centre, immeuble multifonctionnel
- 1955-1957 Le cinéma Manhattan
- 1961 Maison d'habitation à la Route de Lausanne 268[15]

Dans d'autres pays
- 1956-1958 le Grand Hôtel d'Ankara (Büyük Ankara Otel)
- 1960-1967 divers projets en Espagne à Giverola, sur la Costa-Brava
- 1961-1964 des bâtiments administratifs notamment pour la Winterthur à Barcelone